# ماریون (خواننده)
ماریون (به انگلیسی: Maryon) (زاده ۲۱ دسامبر ۱۹۸۷) خواننده، ترانه‌سرا فرانسوی است.
او نماینده فرانسه در مسابقه آواز یوروویژن ۲۰۰۴ بود.